# Vigia da Queimada
A Vigia da Queimada localiza-se na freguesia e Concelho das Lajes do Pico, na Ilha do Pico, nos Açores. Constitui-se em um dos mais originais vestígios do passado baleeiro do arquipélago.

## História
Erguida em 1939, foi a última a ser desativada quando do encerramento da "caça à baleia" no país em 1987. Foi recuperada com o apoio de Espaço Talassa e inicio à atividade de observação de cetáceos em 1991.

## Características
Destaca-se entre as demais com a sua função por ter dois pavimentos. O primeiro encontra-se aberto aos visitantes anualmente, entre os meses de maio e setembro. No segundo piso instala-se o vigia, nas suas funções de guiar, via rádio, os barcos no mar em direção às baleias, atualmente para fins turísticos ("whale watching").